# 박성언
박성언(1986년 3월 21일 ~ )은 대한민국의 아나운서이다.

## 학력
- 경희대학교 정경대학 정치외교학과 학사

## 경력
- 2011년 여수MBC 아나운서

## 진행 프로그램
- MBC 뉴스데스크 전남동부권
- 음악식당

## 과거 진행 프로그램
- 어바웃 우리동네
- 여수MBC 전국시대
- 근사한 오후
- MBC 뉴스투데이 전남동부권